# Assemblea Nacional (França)
L'Assemblea Nacional francesa (en francès Assemblée nationale) és una de les dues parts del parlament bicameral de França. L'altra cambra és el Senat (Sénat).
L'Assemblea Nacional consta de 577 diputats, cadascun dels quals es tria en fins a dues rondes de votació i representa una circumscripció electoral específica. La durada normal del mandat de l'Assemblea i els seus diputats és de cinc anys. El President de França pot dissoldre l'Assemblea (i anunciar noves eleccions), excepte si ja ho ha fet en l'últim any. La seu oficial de l'Assemblea Nacional és el Palais Bourbon en les ribes del riu Sena, a París.
L'Assemblea Nacional va ser la manera de constitució dels representants del Tercer Estat durant la Revolució Francesa. Tot va sorgir perquè el Tercer Estat va ser conscient ben aviat que representava gairebé tot França.
El rei va ordenar tancar la sala de reunions de l'Assemblea Nacional, però els diputats es van reunir en l'anomenada sala del Joc de la Pilota, on van jurar que es quedarien fins que haguessin redactat una constitució. Per això aleshores l'Assemblea Nacional es va anomenar Assemblea Constituent. El rei no va tenir més remei que acceptar aquesta situació revolucionària.

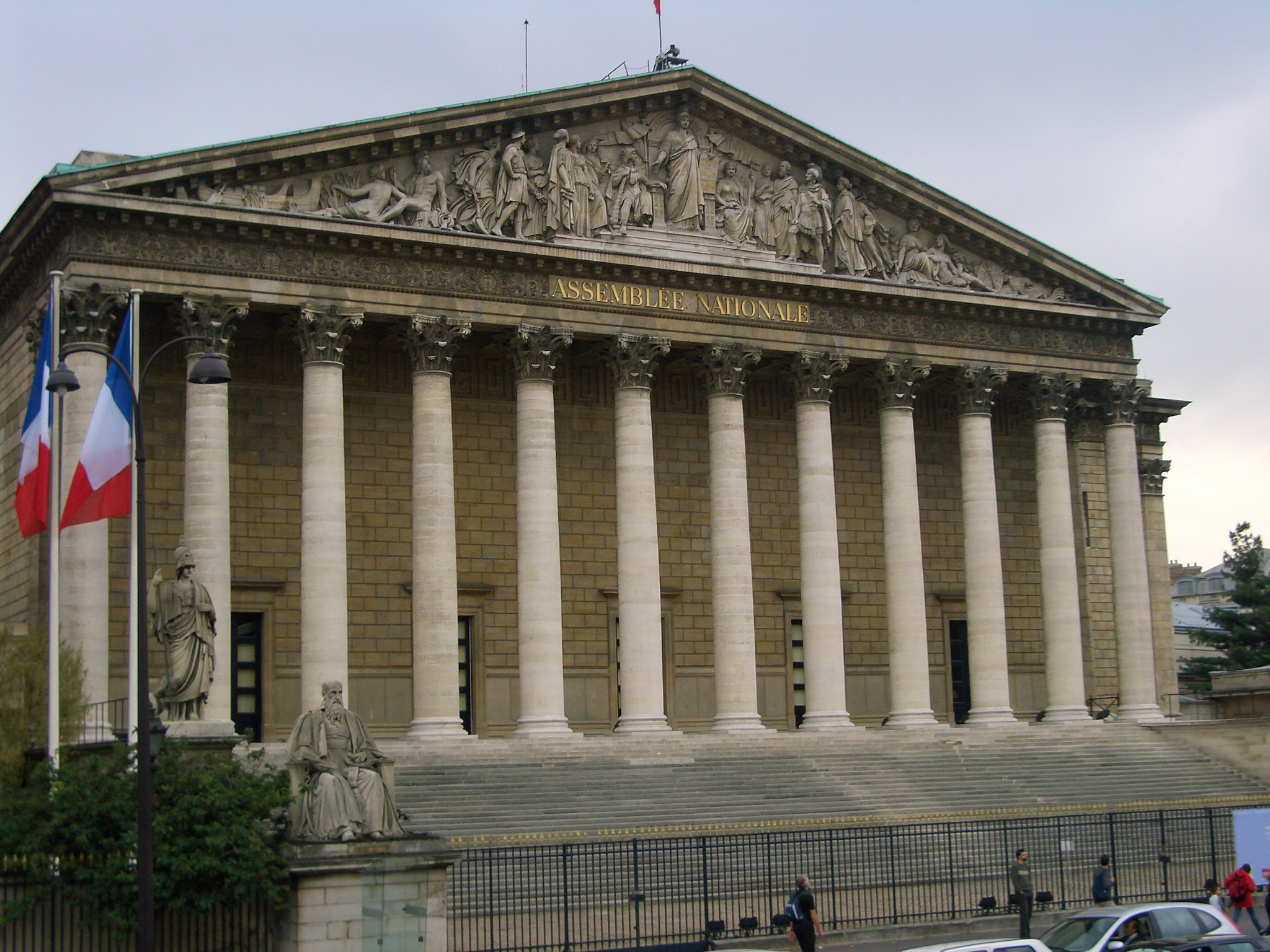
El Palais Bourbon, edifici de la Asamblea Nacional.